# 릴리에발크 미술관

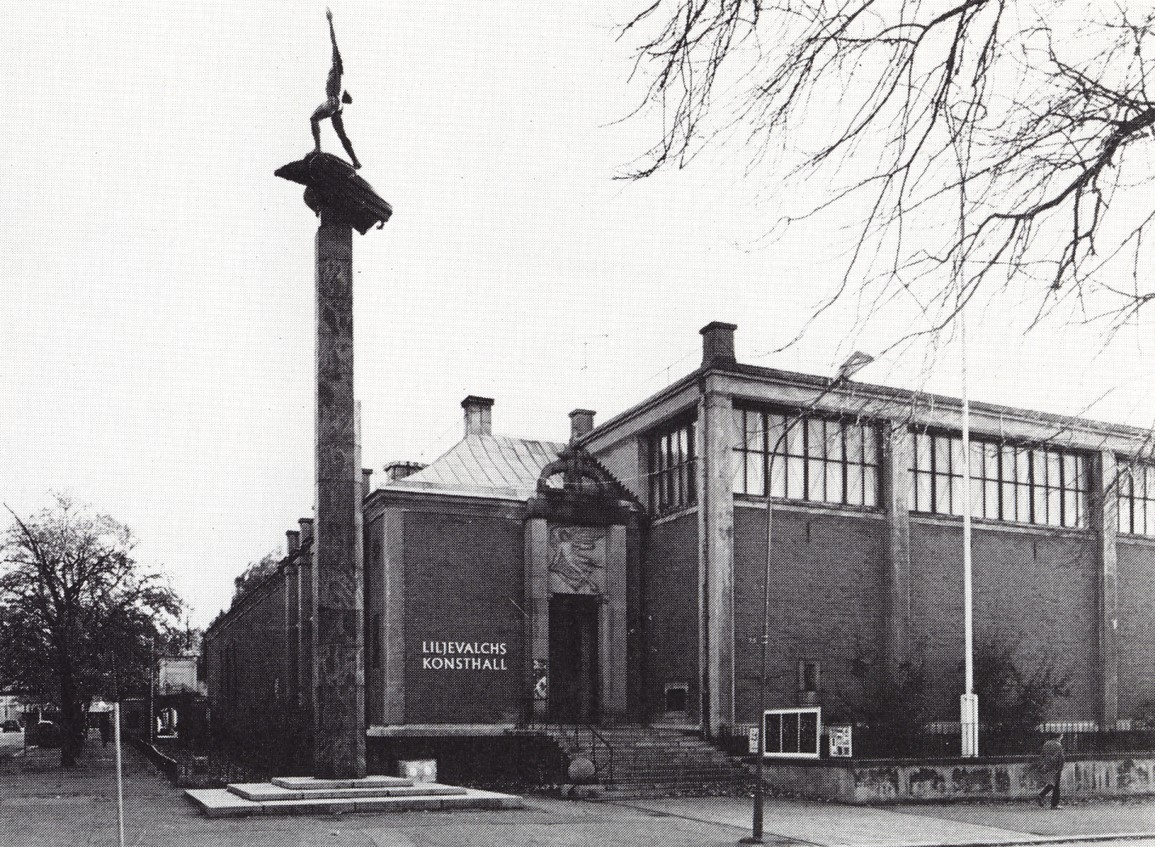
릴리에발크 미술관 (1950년)

릴리에발크 미술관(스웨덴어: Liljevalchs konsthall)은 스웨덴 스톡홀름의 유르고르덴 섬(Djurgården)에 위치한 미술관이다. 건축가인 칼 베리스텐(Carl Bergsten, 1879년 ~ 1935년)이 디자인했으며 1916년 3월에 준공되었다. 현재는 스톡홀름 시가 소유하고 있다.